# Colgong
Colgong è una suddivisione dell'India, classificata come municipality, di 22.110 abitanti, situata nel distretto di Bhagalpur, nello stato federato del Bihar. In base al numero di abitanti la città rientra nella classe III (da 20.000 a 49.999 persone).

## Geografia fisica
La città è situata a 25° 16' 0 N e 87° 13' 0 E e ha un'altitudine di 15 m s.l.m..

## Società

### Evoluzione demografica
Al censimento del 2001 la popolazione di Colgong assommava a 22.110 persone, delle quali 11.705 maschi e 10.405 femmine. I bambini di età inferiore o uguale ai sei anni assommavano a 3.772, dei quali 1.918 maschi e 1.854 femmine. Infine, coloro che erano in grado di saper almeno leggere e scrivere erano 12.572, dei quali 7.402 maschi e 5.170 femmine.